# اوه خدای من
اوه خدای من (انگلیسی: Oh My God) (به هندی: Ori Devuda) فیلم فانتزی کمدی رمانتیک هندی تلوگو-زبان، تولید سال ۲۰۲۲ است که کارگردان آن، اشوات ماریموتو می‌باشد. بازیگران اصلی فیلم ویشواک سن، میتیلا پالکار، آشا بات و داگوباتی ونکاتش هستند.این فیلم بازساخته ای از فیلم اوه خدای من (۲۰۲۰) تامیل-زبان است. فیلم در روز ۲۱ اکتبر ۲۰۲۲ اکران شد. 